# Claude Alphonse Delangle

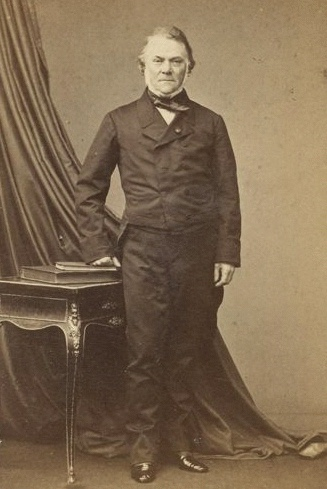
Claude Alphonse Delangle

Claude Alphonse Delangle (* 6. April 1797 in Varzy; † 21. Dezember 1869 in Paris) war ein französischer Politiker.
Delangle arbeitete nach seinem Jurastudium als Anwalt und fiel dabei durch seine rednerische Begabung auf, wodurch er von 1840 bis 1846 eine Stelle als avocat général am Kassationshof bekam. Später stieg er zum procureur général auf, wo er unter anderem den Prozess gegen den Herzog von Praslin führte. 1846 wurde er in die Abgeordnetenkammer gewählt, beendete aber nach der Februarrevolution 1848 seine politische Laufbahn und arbeitete wieder als Anwalt.
Nach Louis Bonapartes Erhebung zum Präsidenten schloss er sich diesem an und wurde am 30. Dezember 1852 zum Generalprokurator (procureur général) am Kassationshof und zum ersten Präsidenten des kaiserlichen Gerichtshofs sowie später zum Senator ernannt. Am 14. Juni 1858 übernahm er das Innenministerium, und am 5. Mai 1859 wurde er zum Justizminister und Großsiegelbewahrer ernannt. 1863 nahm er seine Entlassung als Minister und wurde zum ersten Vizepräsidenten des Senats, 1865 zum Generalprokurator am Kassationshof ernannt.

## Werke
- Traité sur les sociétés commerciales. Paris 1843, 2 Bände.